# Joachim Hunold

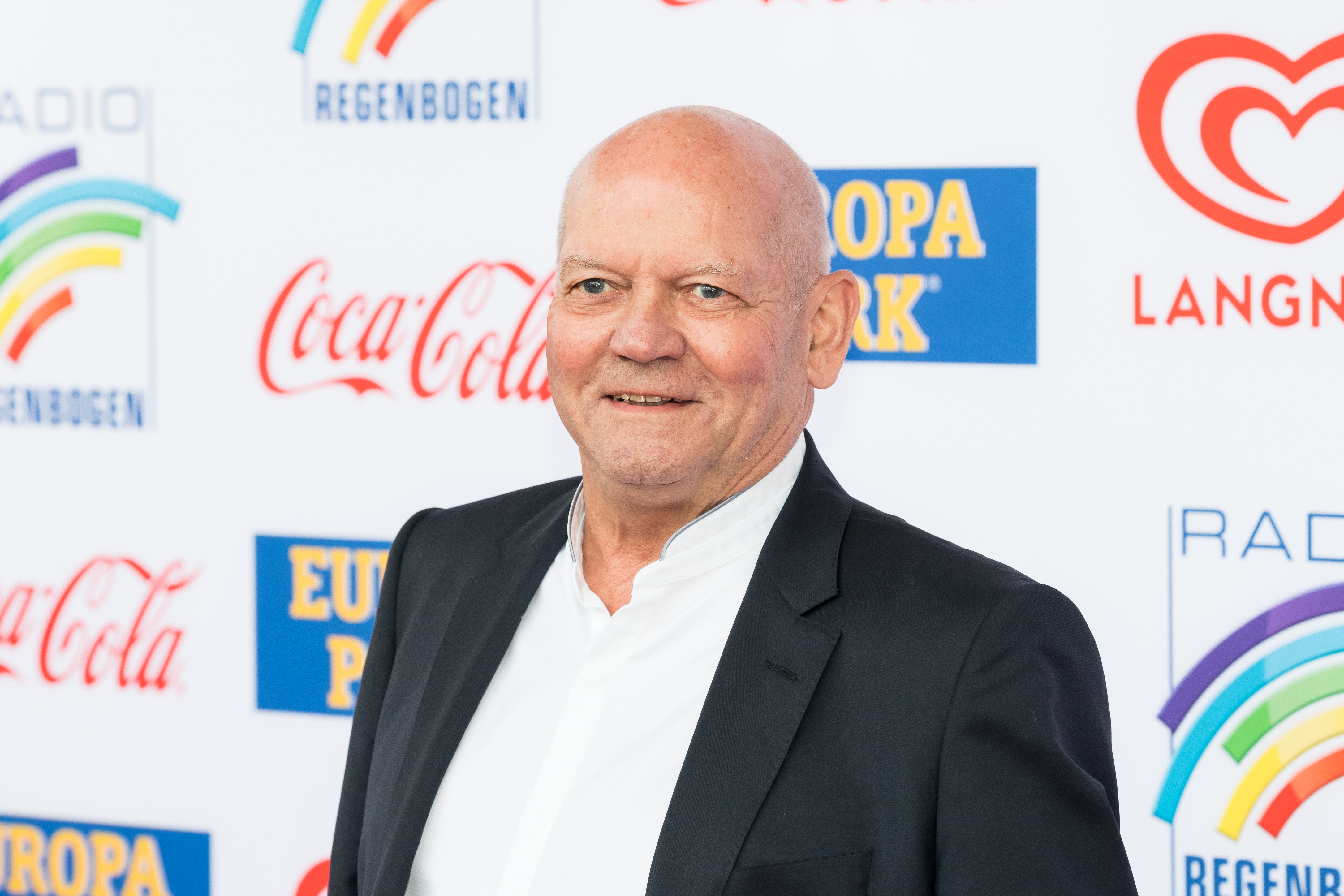
Joachim Hunold (2019)

Joachim Hunold (* 5. September 1949 in Düsseldorf) ist deutscher Unternehmer und Chairman der Investmentgesellschaft Rantum Capital. Zudem arbeitet er als einfaches Mitglied im Verwaltungsrat (Board of Directors) von Air Berlin PLC. Am 18. August 2011 gab er seinen Posten als Chief Executive Officer der in wirtschaftlichen Schwierigkeiten steckenden Fluggesellschaft auf und schlug seinen Vertrauten Hartmut Mehdorn als Nachfolger vor.

## Leben
Nach dem Abitur 1970 studierte er zehn Jahre Jura, bestand jedoch das Examen nicht. In dieser Zeit arbeitete Hunold als Roadie für die Band About Five, deren Sänger Marius Müller-Westernhagen war. Seit 1978 arbeitete er, zunächst als Gepäckverlader und schließlich als stellvertretender Stationsleiter, bei der Fluggesellschaft Braathens Air Transport am Flughafen Düsseldorf. 1982 wechselte er in die Verkaufsabteilung der LTU und verließ diese nach fünf weiteren Jahren als Marketing- und Vertriebsdirektor der gesamten LTU-Gruppe 1990 im Streit mit dem LTU-Großaktionär WestLB. Im Jahr 1991 gründete er die Air Berlin GmbH & Co. Luftverkehrs-KG und übernahm damit die amerikanische Air Berlin Inc. Bis zu diesem Zeitpunkt hatte die Fluggesellschaft aus dem US-Staat Oregon Fluggäste von und nach Berlin befördert. Zunächst leitete Hunold das Unternehmen als geschäftsführender Gesellschafter; vom 1. Januar 2006 bis 18. August 2011 war er Chief Executive Officer (CEO) der Air Berlin PLC.
Hunold war zwei Mal verheiratet und hat aus zweiter Ehe eine Tochter und drei Söhne.

## Unternehmer
Im Frühjahr 1992 startete der erste Flug der deutschen Air Berlin von Berlin-Tegel nach Palma de Mallorca. Damals besaß das Unternehmen zwei Flugzeuge und hatte 150 Mitarbeiter, später wurden es 151 Flieger und über 8300 Arbeitnehmer. Mit 28,2 Millionen beförderten Passagieren war Air Berlin im Jahr 2007 nach der Lufthansa die zweitgrößte deutsche Fluggesellschaft.
Air Berlin erzielte im Jahr 2007 einen Umsatz in Höhe von 2,54 Milliarden Euro und wurde Mitte 2006 an die Börse gebracht. Hunold war von Juni 2003 bis August 2005 Präsident des BDF.
Am 4. Februar 2007 drohte Hunold in einem Interview mit der Zeitschrift Wirtschaftswoche damit, die inzwischen ehemalige Air-Berlin-Tochtergesellschaft dba zu schließen, falls sich deren Piloten mit einem Streik gegen eine geforderte Verschlechterung ihrer Arbeitsbedingungen wehrten.
Im Juni 2007 wurden sowohl Geschäftsräume von Air Berlin als auch die Privaträume von Joachim Hunold von der Polizei durchsucht. Es wurden zahlreiche Akten beschlagnahmt. Der Vorwurf der Staatsanwaltschaft Stuttgart lautete Insiderhandel. Das Verfahren gegen ihn und vier weitere Personen wurde eingestellt, weil der Verdacht sich laut ermittelnder Staatsanwaltschaft „nicht mit der zur Anklageerhebung erforderlichen Sicherheit bestätigt“ habe.
Am 18. August 2011 gab er bekannt, dass er aufgrund schlechter Geschäftszahlen zum 1. September 2011 als CEO von Air Berlin zurücktreten werde, als sein Nachfolger wurde Hartmut Mehdorn neuer CEO von Air Berlin.

## Auszeichnungen
Am 3. Februar 2007 erhielt Joachim Hunold als 57. „Ritter“ in der Karnevalssitzung den Orden wider den tierischen Ernst in Aachen als Anerkennung dafür, „dass es auch heute noch Männer gibt, die den Mut haben, ein Typ zu sein“. Die Verleihung und ihre Begründung, vor allem aber der Ablauf der Sitzung waren höchst umstritten. Für Kritiker stellte sie eine reine Werbeveranstaltung für Hunolds Unternehmen dar. Dies führte zu personellen Konsequenzen innerhalb des ausrichtenden Karnevalvereins. Der Hauptsponsor Zentis zog sich zurück, und die ARD erwog den Ausstieg aus der Übertragung der Sitzung. Dies hätte fast das Aus der Veranstaltung bedeutet.
Ende Dezember 2007 kürte der Naturschutzbund Deutschland Joachim Hunold mit dem Negativpreis Dinosaurier des Jahres zu Deutschlands größtem Umweltsünder. Ihm wurde unter anderem vorgeworfen, die Öffentlichkeit zu täuschen und das Flugzeug als klimafreundliches Verkehrsmittel zu verkaufen. Hunold erwiderte, dass er den Handel mit Luftverschmutzungsrechten, sogenannten CO2-Zertifikaten, für zielführender als einen freiwilligen Aufpreis auf Flugtickets zu Gunsten von Klimaschutzprojekten halte.